# Augulus Grützner
Augulus Grützner OFM (? – 22. října 1756 Opava), někdy uváděný jako Pritzner, byl františkán a teolog, zřejmě německého jazyka, působící v české františkánské provincii. Narodil se pravděpodobně někdy ke konci 16. století. Ve františkánském řádu byl „proslulým“ lektorem na klášterních studiích připravujících kleriky na duchovní povolání. Záznamy z jeho přednášek morální teologie si pořídil roku 1731 tehdejší student Severin Heckel († 1764). Učitelem teologie byl doloženě v olomouckém klášteře v roce 1731, kde tehdy presidoval teze františkánských studentů z obecné a morální teologie. V lednu 1734 působil jako generální lektor bohosloví v pražském klášteře u P. Marie Sněžné. V letech 1737–1738 působil jako kvardián kláštera u sv. Barbory v Opavě. O necelých dvacet let později také v Opavě 22. října 1756 zemřel.